# Federació Catalana Pro Persones amb Disminució Psíquica
APPS-Federació Catalana Pro Persones amb Disminució Psíquica és una federació sense ànim de lucre creada el 1973 quan es va constituir una petita agrupació provincial dedicada a la promoció de les persones amb discapacitat intel·lectual, formada per vuit associacions de pares i altres entitats de caràcter social, ubicades a la província de Barcelona. El 1978 va esdevenir Federació per acord de l'Assemblea General, estenent el seu àmbit d'actuació a tot Catalunya sota la presidència de Joan Bofill i Tauler. Actualment en formen part uens 250 entitats. El 1990 va rebre la Creu de Sant Jordi.

## Funcions
APPS agrupa entitats d'iniciativa social que treballen per la millora de la qualitat de vida de les persones amb discapacitat intel·lectual i de les seves famílies a Catalunya. La seva missió consisteix en la promoció, potenciació, coordinació i atenció a aquestes entitats federades dins el territori català, vetllant i defensant els seus drets. Els principis pels quals es regeix l'APPS es concreta en l'esperit de servei. Hi ha 17.000 famílies objecte d'atenció per part de l'APPS a través de les associacions i entitats que formen part més de 4.000 professionals.

## Fusió en Dincat
L'any 2010 es va fusionar amb altres entitats per formar Dincat.